# Schadenexzedentenrückversicherung
Die Schadenexzedentenrückversicherung, auch XL (aus dem Englischen ‚excess of loss‘) genannt, ist eine spezielle Form der Rückversicherung. Sie gehört in den Bereich der sogenannten nichtproportionalen Rückversicherung. Während bei der proportionalen Rückversicherung (Quoten- und Summenexzedent) stets ein quotaler Anteil rückversichert wird, orientiert sich bei einem nichtproportionalen Schadenexzedenten die Rückversicherung an der Höhe des tatsächlich eingetretenen Schadens. Vereinfacht gesagt werden beim Schadenexzedenten eine Art Schadensgrenze (Priorität) sowie die Höhe der im Leistungsfall vom Rückversicherer maximal zu tragenden Entschädigung (Haftstrecke) vereinbart. Für diesen Rückversicherungsschutz muss das Versicherungsunternehmen eine fest vereinbarte Rückversicherungsprämie zahlen.
Für einen Schadenexzedenten ist die Kurznotation Haftung xs Priorität geläufig.

## Beispiel
Folgendes Beispiel dient zur Erklärung der Funktionsweise einer Schadenexzedentenrückversicherung. Ein Versicherungsunternehmen vereinbart mit einem Rückversicherer einen Schadenexzedenten für Schäden, die einen Betrag von 50.000 EUR übersteigen. Die maximale Höhe der Entschädigung an den Erstversicherer durch den Rückversicherer je Schadensfall (Haftstrecke) wird mit 250.000 EUR vereinbart. Der Schadenexzedent lautet in Kurznotation „250.000 EUR xs 50.000 EUR“. Es ereignen sich daraufhin drei Schäden in Höhe von 20.000 EUR, 100.000 EUR und 350.000 EUR. Die Schadenaufwendungen werden vereinbarungsgemäß wie folgt auf Erst- und Rückversicherer aufgeteilt:
1. 20.000 EUR: Da dieser Schaden unterhalb der Priorität von 50.000 EUR liegt, ist er vollständig vom Erstversicherer zu tragen.
2. 100.000 EUR: Erstversicherer: 50.000 EUR (Priorität), Rückversicherer: 50.000 EUR
3. 350.000 EUR: Erstversicherer: 100.000 EUR (Priorität und den dann die Haftstrecke übersteigenden Teil), Rückversicherer: 250.000 EUR (volle Haftstrecke)

Mathematisch ausgedrückt:
X sei der Originalschaden, der durch den Schadenexzedenten gedeckt ist. Der vom Rückversicherer getragene Schaden lautet dann: min(Haftung, max(0, X - Priorität))
Somit wäre der 100.000 EUR Schaden folgende Belastung für den Rückversicherer: min(250.000, max(0, 100.000 - 50.000)) = min(250.000, 50.000) = 50.000 EUR.

## Einzelheiten
In der Praxis wird die Anzahl der Haftstrecken limitiert. Diese Limitierung kann entweder ein AAL (Annual Aggregated Limit) oder eine Wiederauffüllung (engl. reinstatements) sein.
Beim Beispiel oben: Angenommen, der Schadenexzedent besitzt ein AAL von 500.000 EUR (anders ausgedrückt: Der Schadenexzedent besitzt eine Wiederauffüllung), und angenommen in einem Deckungszeitraum fallen drei gedeckte Schäden in Höhe von 300.000 EUR, 150.000 EUR und 250.000 EUR an, so bezahlt der Rückversicherer beim letzten Schaden nur 150.000 EUR anstatt 200.000 EUR, wenn die ersten beiden Schäden nicht angefallen wären. Dies liegt daran, dass der Rückversicherer für den ersten Schaden 250.000 EUR, für den zweiten Schaden 100.000 EUR gezahlt hat, in Summe also 350.000 EUR. Da das Limit bei 500.000 EUR vereinbart wurde, ist der letzte Schaden nur bis 150.000 EUR gedeckt.
Die Prämie, die der Versicherungsnehmer (in der Regel Erstversicherer) für diesen Schutz zu bezahlen hat, wird üblicherweise als prozentualer Anteil der Originalprämie des Versicherungsnehmers angegeben. Diese Originalprämie wird auch GNPI genannt (engl. Gross Net Premium Income).
Das heißt: Wurde 10 % des GNPI vereinbart und nimmt das geschützte Unternehmen 1.000.000 EUR Prämie an Originalprämie ein, so hat das geschützte Unternehmen eine Prämie von 100.000 EUR an den Rückversicherer zu zahlen.